# トラーレゴ・ヴィッジョーナ
トラーレゴ・ヴィッジョーナ（伊: Trarego Viggiona）は、イタリア共和国ピエモンテ州ヴェルバーノ・クジオ・オッソラ県にある、人口約400人の基礎自治体（コムーネ）。

## 地理

### 位置・広がり
| 隣接するコムーネは以下の通り。 - アウラーノ - カンネロ・リヴィエーラ - カンノービオ - ヴァッレ・カンノビーナ (ファルメンタ) - オッジェッビオ |